# Burj Abdullah
Birce Abdullah (tiếng Ả Rập: برج عبد الله) hoặc Burj Abdallah là một ngôi làng ở miền bắc Syria, một phần hành chính của Tỉnh Aleppo, nằm ở phía tây bắc Aleppo. Các địa phương lân cận bao gồm Basouta và Afrin ở phía bắc, Kimar ở phía đông bắc, Nubl ở phía đông, Barad ở phía đông nam, Darat Izza ở phía nam và Jindires ở phía tây. Theo Cục Thống kê Trung ương Syria (CBS), Burj Abdullah có dân số 1.224 người trong cuộc điều tra dân số năm 2004. Vào ngày 20 tháng 3 năm 2018, ngôi làng nằm dưới sự kiểm soát của Quân đội Syria Tự do do Thổ Nhĩ Kỳ hậu thuẫn.